# Cœurs solitaires (roman)
Pour les articles homonymes, voir Cœurs solitaires.
Cœurs solitaires (titre original : Lonely Hearts) est un roman de John Harvey publié en 1989 en Angleterre et en 1993 en France dans la collection Rivages/Noir avec le numéro 144. 
C'est le premier avec le personnage de Charles Resnick, inspecteur de police d’origine polonaise au commissariat de Nottingham.

## Résumé
À Nottingham, une femme est assassinée. Charles Resnick pense à un drame passionnel car son ancien amant l’a menacé de mort. Puis une deuxième femme est également assassinée. L’enquête se dirige alors vers la recherche d’un tueur en série. Au cours de son enquête Charles Resnick rencontre Rachel Chaplin.

## Adaptation
Le roman est adapté pour la télévision en 1992 avec le titre Resnick: Lonely Hearts par Bruce Mac Donald avec Tom Wilkinson dans le rôle de Charles Resnick.

## Autour du livre
C’est une photo de Tom Wilkinson, extraite du film, qui figure sur la page de couverture de l’édition française.